# Planetna faza
Planetna faza je pojem, ki se uporablja za opis velikosti osvetljenega dela planeta, kot ga vidi opazovalec. Podobno kot vidimo pri Luni lunine faze, lahko tudi pri planetih vidimo različno velike dele površine , ki je osvetljena. Planetne faze so odvisne od medsebojne lege Sonca (vira svetlobe), Zemlje in opazovalca. 

Planetne faze, ki jih lahko vidimo s površine Zemlje, se razlikujejo za spodnje in zgornje planete. Pri spodnjih planetih vidimo vse faze (podobno kot pri Luni) od popolnoma neosvetljene poloble (mlaj pri Luni) do poloble, ki je v celoti osvetljena (polna Luna). 
Zgornji planeti nikoli ne kažejo proti Zemlji poloble, ki bi bila v celoti osvetljena. 

Primer: Mars v kvadraturi nam kaže samo 87 % osvetljene površine. Bolj oddaljeni planeti nam vedno kažejo še manjše dele osvetljene površine.